# نقرة الضباع
نقرة الضباع كتل رسوبية صفراء تحوي العديد من النقوش الثمودية. تقع في منطقة القصيم وسط المملكة العربية السعودية.

## الوصف
نحو الجهة الغربية من حصاة الطلحة هناك منخفض صخري يطلق عليه اسم نقرة الضباع. يتكون هذا المنخفض من مجموعة من الكتل الرسوبية الصفراء اللون٬ تحيط به منخفضات صخرية أخرى وشعاب وقيعان صالحة للرعي٬ وتظهر على واجهة تلك الكتل الصخرية وسوم ورسوم حيوانية ومخربشات متنوعة٬ تعود إلى فترات تاريخية متفاوتة. مما يلاحظ أن هذه الكتل الصخرية تنفرد عن غيرها بوجود النقوش الصخرية على الرغم من كثرة الواجهات الصخرية الملساء المناسبة لتنفيذ النقوش عليها٬ ولعل السبب في ذلك يكمن في كون هذه الكتل أنسب من غيرها للجلوس في ظلها والاحتماء بها من أشعة الشمس طوال ساعات اليوم.